# كاف الحمام
كاف الحمام قرية سورية تتبع ناحية برمانة المشايخ في منطقة الشيخ بدر في محافظة طرطوس. بلغ عدد سكانها 372 نسمة في عام 2004 حسب إحصاء المكتب المركزي للإحصاء.